# Самарська затока
Самарська затока (до 2016 року озеро імені Леніна) — штучне озеро в Україні, розташоване на низинних землях нижньої долини річки Самара (басейн Дніпра). Знаходиться у межах Самарівського району і Дніпровського районів Дніпропетровської області.

## Географія
Штучне озеро утворене підняттям вод греблею Дніпрогесу. Є частиною Дніпровського водосховища, яке затопило Дніпрові пороги.
Самарська затока розташована між містами Дніпро, Самар і Підгороднє. Затоплено також пониззя річки Кільчень. Початково, за проектом, не було заплановане підвищення вод, які б утворили затоплення. Проте вода піднялася, утворивши уклін стоку.
На озері положені Самарський острів і Сергіївський острів. На сході біля села Олександрівка затоки: Вирвихвіст і Гнилокиш. На сході Самарська затока з'єднана з озером Великий Лиман, де розміщене рибне господарство.
В озеро, крім Самари, впадають річки: Кільчень, Татарка (Гаєва).
Біля озера лежать:
- міста: Дніпро, Самар і Підгороднє
- села: Олександрівка, Соколове, Новоселівка[1].

## Фауна
Самарську затоку населяють близько 30 видів риб. Але найчастіше на гачок рибалок потрапляють карась сріблястий, плоскирка, плітка, краснопірка та окунь. Інколи можна впіймати судака, ляща чи коропа.

## Галерея

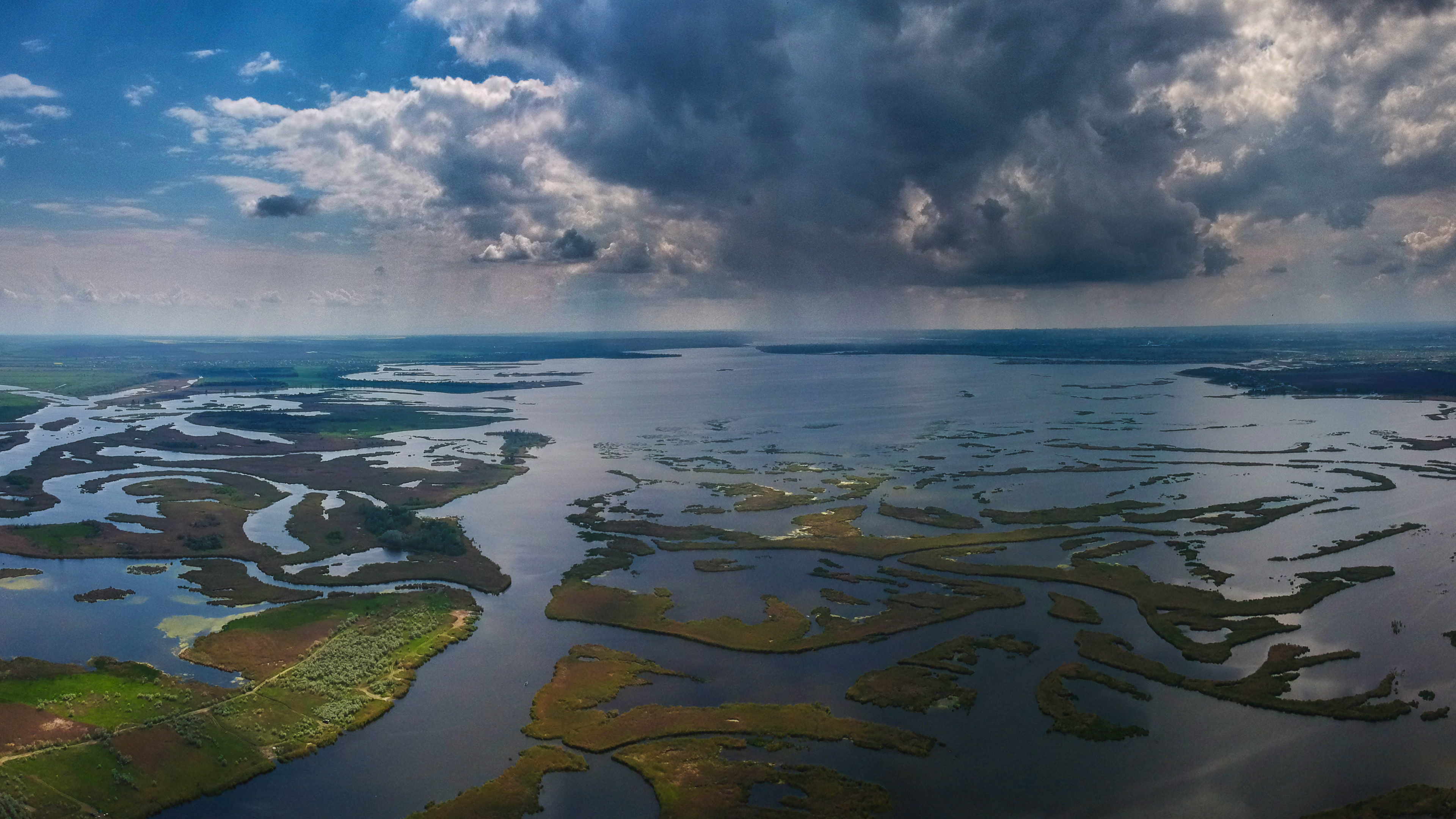
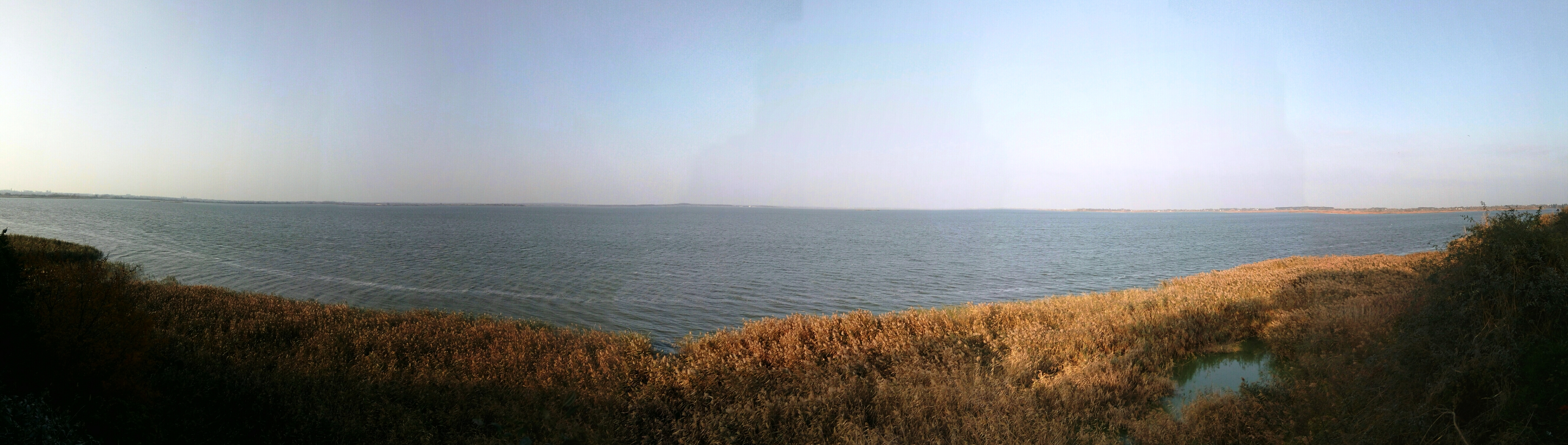